# Olmi-Cappella
Olmi-Cappella (kors. Olmi è Cappella) – miejscowość i gmina we Francji, w regionie Korsyka, w departamencie Górna Korsyka.
Według danych na rok 1990 gminę zamieszkiwało 147 osób, a gęstość zaludnienia wynosiła 3 osoby/km².